# Artemisia Gentileschi

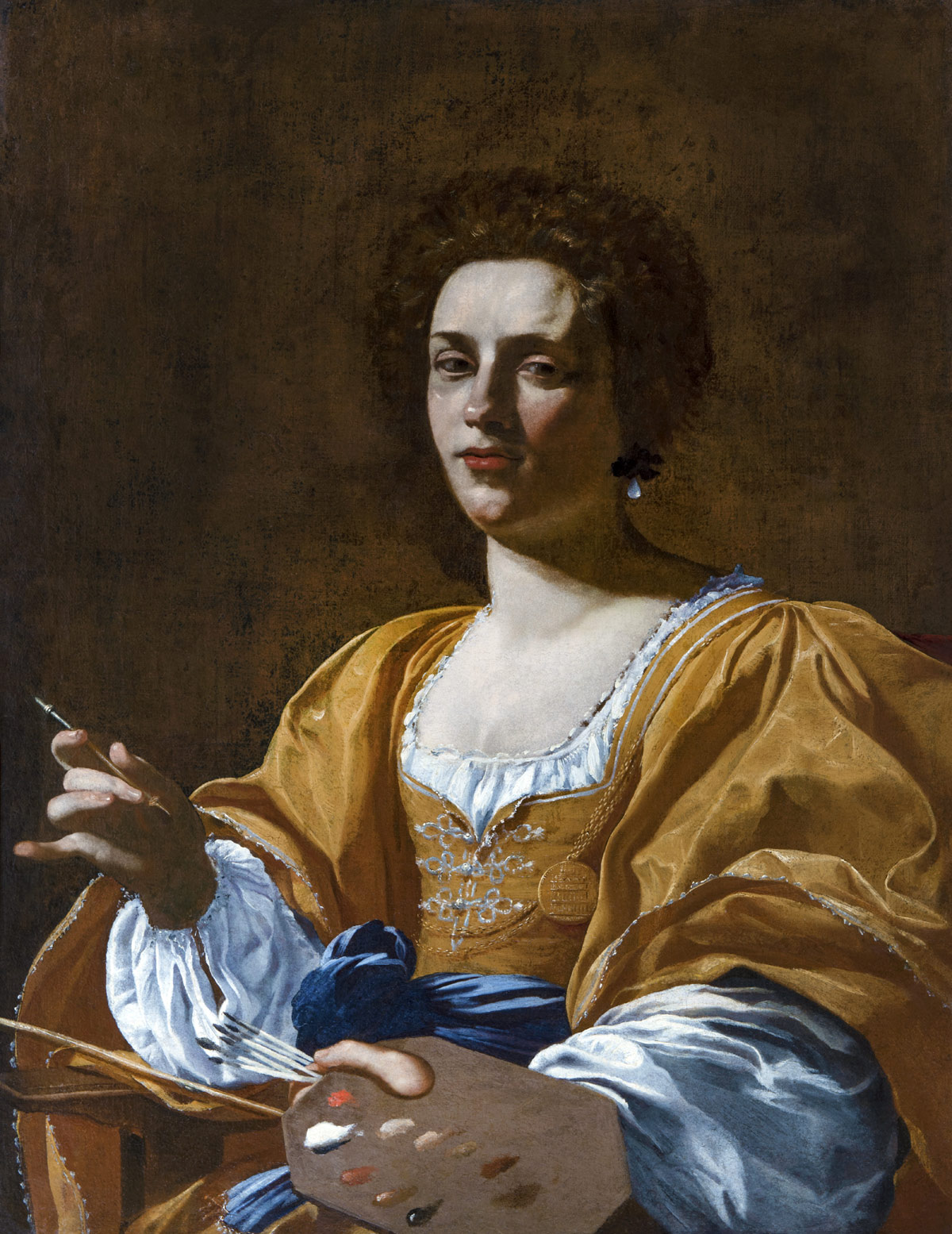
Portret van Artemisia Gentileschi (Simon Vouet, ca. 1622-1626)

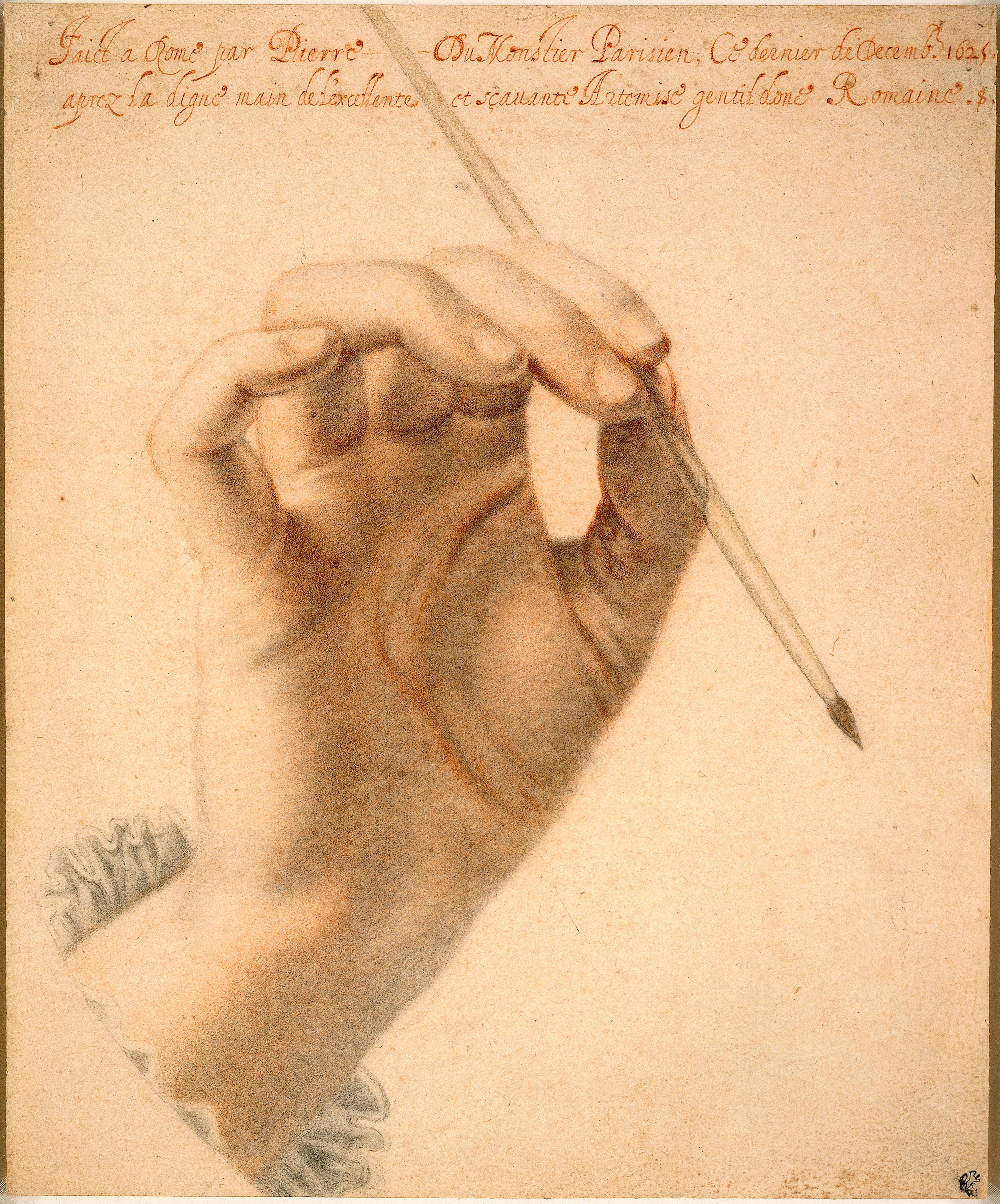
Rechterhand van Artemisia Gentileschi met een penseel (tekening gemaakt door Pierre Dumonstier II op 31 december 1625)

Artemisia Gentileschi (Rome, 8 juli 1593 – Napels, ca. 1656) was een Italiaanse schilderes uit de vroege barok.

## Biografie
Gentileschi kreeg haar opleiding in eerste instantie bij haar vader, Orazio Gentileschi, in Rome, waar zij meer talent bleek te hebben dan haar broers. Daarna werd zij in 1611 leerlinge van Agostino Tassi, een landschapsschilder, die haar het perspectieftekenen leerde, maar die haar ook verkrachtte. In de periode hierna bleef zij een seksuele relatie met Tassi houden, in de verwachting dat hij haar zou huwen en haar eer zou herstellen. Toen dat negen maanden na de verkrachting nog niet was gebeurd, diende haar vader een klacht in tegen Tassi, waarbij hij ook aangaf dat Tassi een schilderij van Judith uit het huishouden van de Gentileschi familie had gestolen. Tijdens het proces werd Artemisia Gentileschi onderworpen aan een gynaecologisch onderzoek en werd zij ook gemarteld met duimschroeven om haar verklaringen te verifiëren. Tassi werd veroordeeld tot verbanning uit Rome, maar deze straf werd niet uitgevoerd.
Een maand na afloop van het proces trouwde Gentileschi met een minder begaafde kunstenaar, Pierantonio Stiattesi uit Florence. Ze verhuisde naar Florence en kreeg er een opdracht om te schilderen in het Casa Buonarroti. Met Stiattesi kreeg ze vijf kinderen, van wie er drie al jong stierven.  
In Florence leerde ze Galileo Galilei en Cosimo II de' Medici kennen. Gentileschi werd in 1616 als eerste vrouw toegelaten tot de Accademia dell'Arte del Disegno in Florence. Ondanks haar succes kwam het echtpaar in de financiële problemen. Ze keerde zonder haar echtgenoot in 1620 terug naar Rome. 
Gentileschi reisde met haar vader naar Genua en schilderde in 1622 een tweede versie van het schilderij Susanna en de oudsten. Haar vader trok naar Engeland, Artemisia naar Venetië en Napels. Gentileschi was ondertussen beroemd en werd overal erkend. Ze had drie broers. Francesco, de jongste, werd haar secretaris. In 1637 reisde zij naar Londen, op uitnodiging van Karel I van Engeland en werkte opnieuw samen met haar vader die echter in 1639 overleed waarna zij omstreeks 1642 Engeland verliet en hoogstwaarschijnlijk terugkeerde naar Italië. Uit correspondentie met Don Antonio Ruffo, die haar ook financieel ondersteunde, blijkt dat ze in 1649 werkzaam was in Napels. Daar overleed ze. De exacte datum is niet bekend maar ze was hoogstwaarschijnlijk, net als Onofrio Palumbo, de schilder met wie ze in die tijd samenwerkte, een van de slachtoffers van de pestepidemie die daar in 1656 woedde en de bevolking halveerde.

## Schilderstijl
Gentileschi is onder meer bekend door haar gebruik van chiaroscuro in de stijl van Caravaggio. De werken uit haar vroege periode, in Rome en Florence, komen met hun vleeskleuren realistischer over. In haar Napolitaanse periode zijn deze vleeskleuren in de vrouwenlichamen minder aanwezig en krijgen de lichamen een minder levensecht, marmeren uiterlijk.
Artemisia schilderde Bijbelse taferelen en meerdere malen de bloederige geschiedenis van Judith, een geliefd onderwerp onder de Caravaggisten. Werken van Gentileschi zijn onder andere Judith onthoofdt Holofernes, een meesterwerk in het museum Capodimonte in Napels, Maria Magdalena in de Galleria Pitti te Florence en Christus onder de artsen in New York. In de verzameling van koningin Elizabeth van Engeland bevindt zich een zelfportret. 

## Galerij
Hieronder een aantal voorbeelden van het werk van Gentileschi, zie verder de lijst van haar schilderijen.

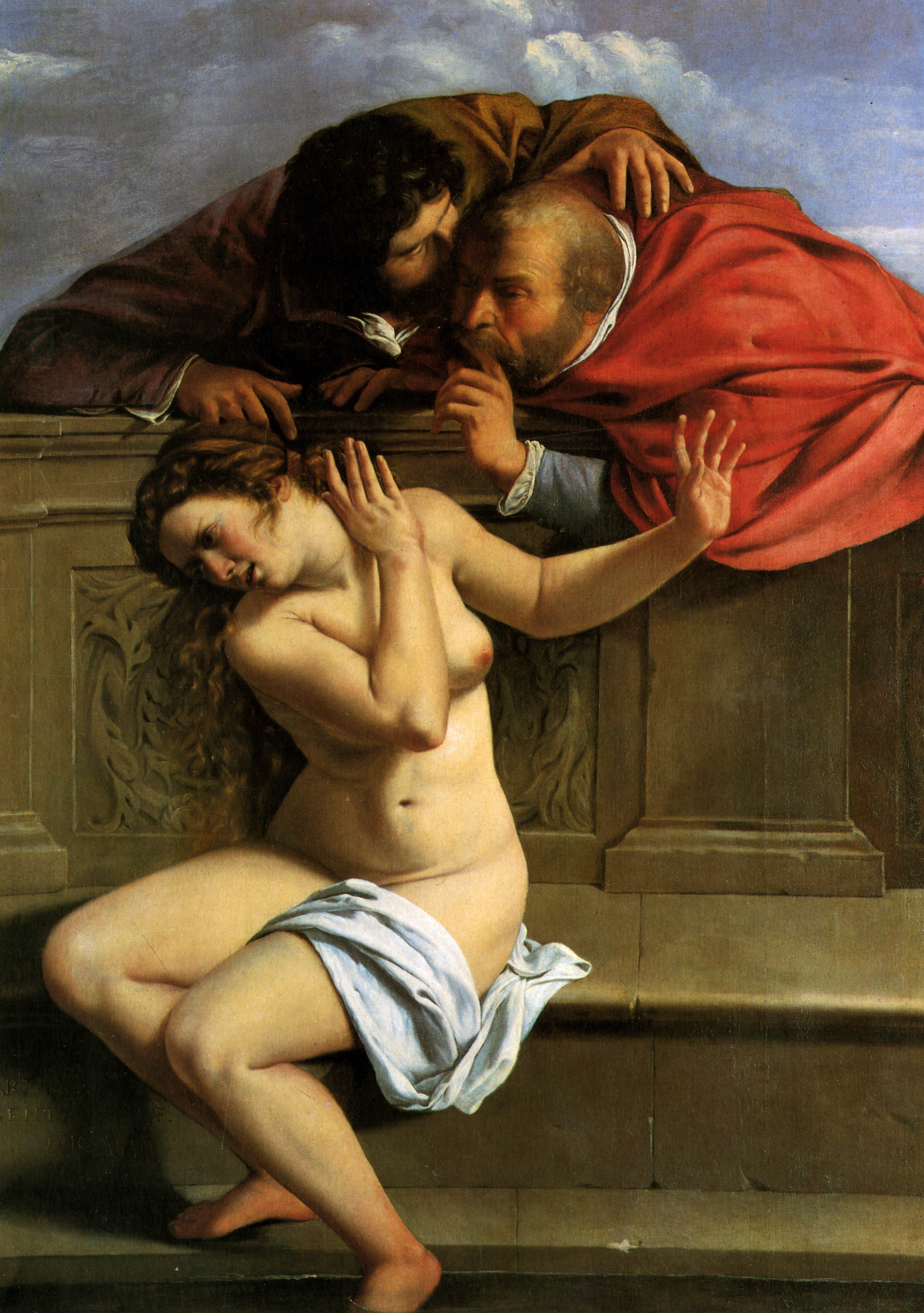
Susanna en de oudsten, 1610, Schloss Weissenstein, Pommersfelden
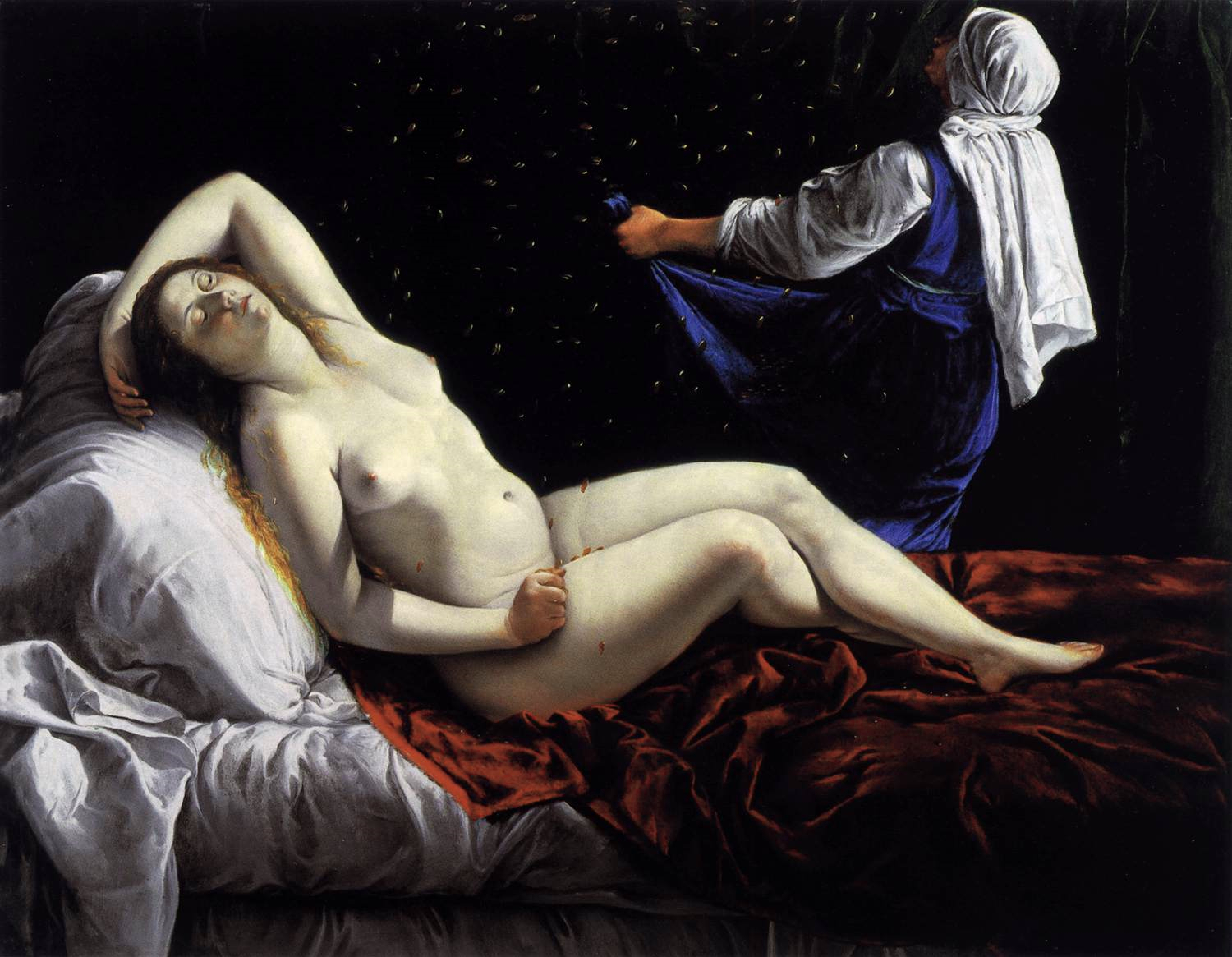
Danaë, ca. 1612, St. Louis Art Museum
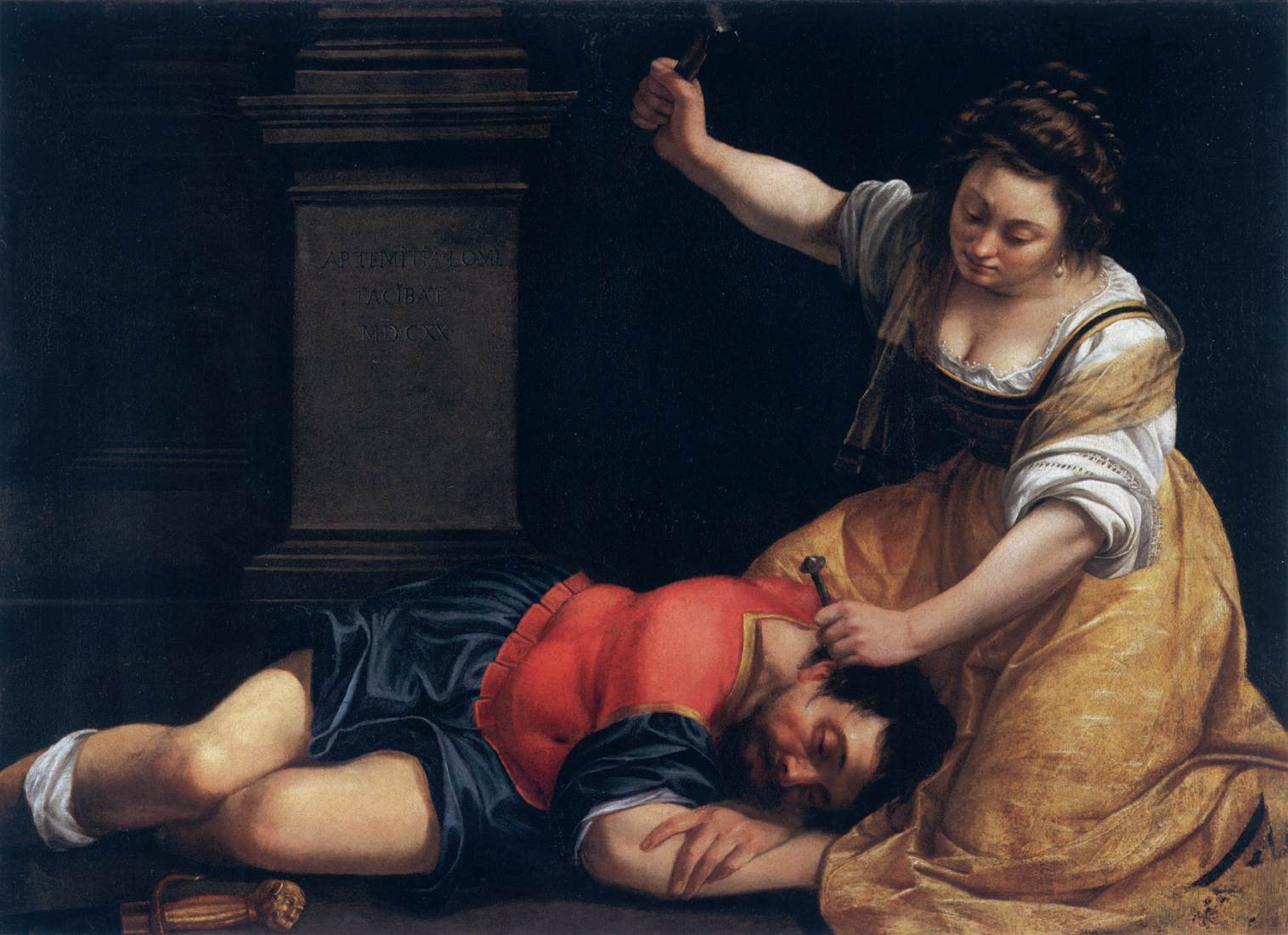
Jaël en Sisera, ca. 1620, Szépművészeti Múzeum, Boedapest
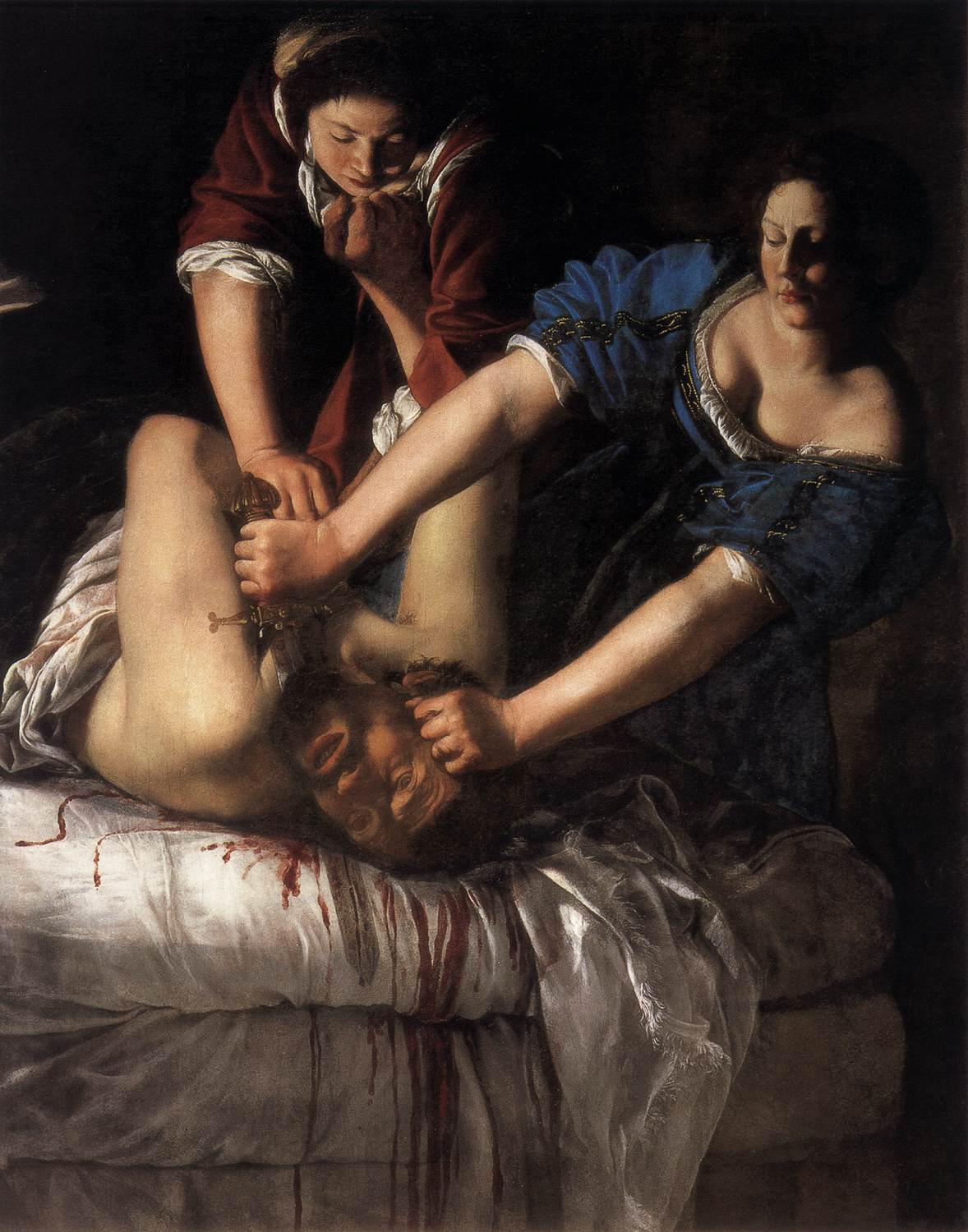
Judith onthoofdt Holofernes, Museo di Capodimonte, Napels
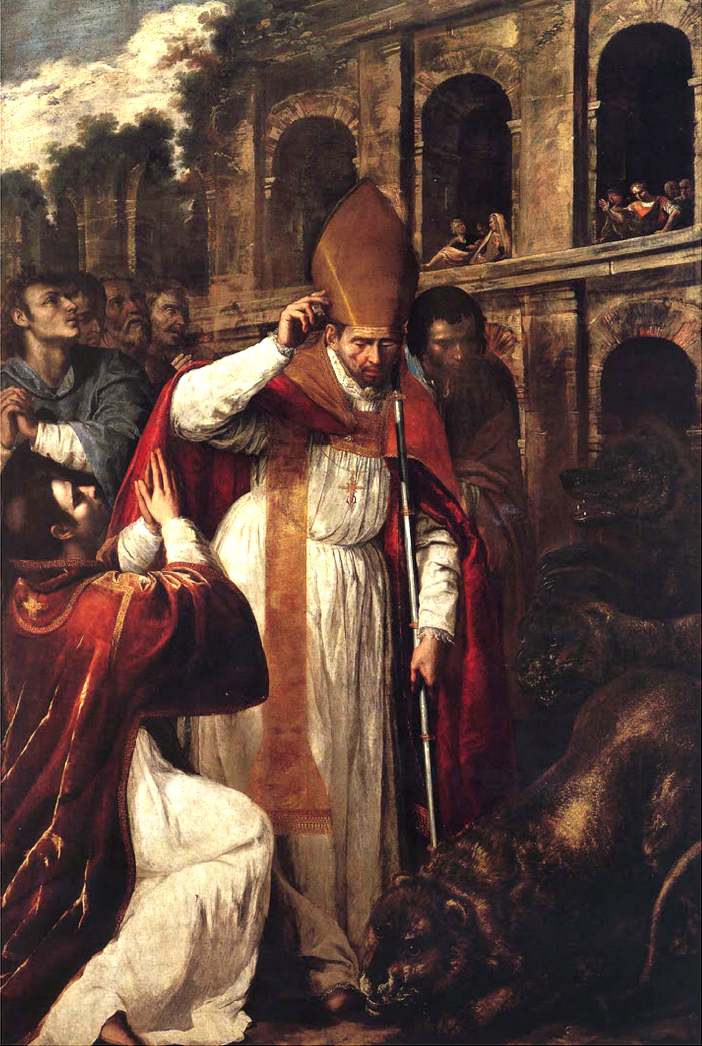
De heilige Januarius in het amfitheater van Pozzuoli, 1635, Kathedraal Pozzuoli

## Bron
- Menzio, E. (1979) "Self-portrait in the guise of 'painting'". In: Word for word. Roland Barthes
- Garrard, M.D. (1989) Artemisia Gentileschi: The Image of the Female Hero in Italian Baroque Art, Princeton University Press.